# Primorskoe
Primorskoe (georgiska: პრიმორსკოე), eller Tswkwara (abchaziska: Цәкәара), är en ort i Georgien. Den ligger vid Svarta havets kust, i den nordvästra delen av landet, i den autonoma republiken Abchazien. Antalet invånare är 1 384.